# Rodovia Argel–Lagos
A Rodovia Transafricana 2 (TAH 2), também conhecida como Rodovia Argel – Lagos e Rodovia Transaariana, é uma rodovia transnacional que faz parte da Rede Rodoviária Transafricana, sob responsabilidade da Comissão Econômica das Nações Unidas para a África, do Banco Africano de Desenvolvimento, da União Africana e dos Estados nacionais atravessados.
Projetada para pavimentar, melhorar e facilitar as formalidades limítrofes em uma rota comercial existente através do deserto do Saara, une o Norte de África desde o Mar Mediterrâneo, com a África Ocidental até o Oceano Atlântico, desde Argel, na Argélia até Lagos, na Nigéria.
A TAH 2 é uma das mais antigas rotas transnacionais na África e uma das mais completas, sendo proposta em 1962, com a construção de algumas seções no Saara nos anos 1970. Sua seção central é ainda subutilizada, e requer veículos especiais e tomar precauções para sobreviver às péssimas condições ambientais e climáticas do centro do deserto. 

## Características
A Rodovia Argel – Lagos tem um longo aproximado de 4.500 km, dos quais uns 85% se encontra pavimentado. Atravessa três países: Argélia, Níger e Nigéria. No entanto, um enlace adicional de 3.600 km de rodovias para Tunísia, Mali e Chade são consideradas pelos planejadores como parte integral da Rodovia Transaariana. 
Todos os 1.200 km de rodovia em território nigeriano formam parte da rede caminhoneira pavimentada desse país e inclui cerca de 500 km de seções divididas em quatro pistas, mas a manutenção da rodovia é freqüentemente deficiente na Nigéria, e incluso há partes do caminho em paupérrimas condições, havendo até perdido o pavimento. 
Cerca da metade da rodovia, mais de 2.300 km, passa pela Argélia, mas particularmente ao sul de In Salah grande parte da rota apresenta condições deficientes, produto de aluviões constantes desde os montes Hoggar e é constantemente reparada. Em 2007, a metade sul do trecho de 400 km entre Tamanrasset e In Guezzam no limite com Níger foi finalizada. Ainda que os trabalhos continuem, o resto do traçado não é mais que areia. 
Níger tem 985 km da rodovia, das quais 655 km estão pavimentados, mas também em más condições.
Outra proposta de cruzamento do Saara é a Rodovia Trípoli–Cidade do Cabo (Rodovia Transafricana 3), mas esta rota requere um desafio adicional a sua mera construção, pois enfrentará os problemas de instabilidade política no norte de Chade, pelo que passaram décadas para sua finalização.
Duas outras porções da Rodovia Transafricana cruzam o Saara, mas por suas bordas. Em 2005 a Rodovia Cairo–Dacar (TAH 1) pelo oeste ao longo do litoral atlântico se converteu na primeira rodovia terminada completamente que cruza o Saara de norte a sul (a poucos quilômetros da "Terra de ninguém" entre Marrocos/Saara Ocidental e Mauritânia). A Rodovia Cairo–Cidade do Cabo (TAH 4) bordeia o Nilo, mas têm largas seções sem pavimentar no Sudão e Etiópia.

## Rota
De norte a sul, o traçado da Rodovia Transaariana passa pelos seguintes povoados:

### Na Argélia
- Argel à Ghardaïa, 625 km pavimentados em boas condições.
- Ghardaia à Tamanrasset, 1.291 km pavimentados, mas em más condições.
- Tamanrasset à In Guezzam, 400 km, parcialmente pavimentados.
- In Guezzam à Assamaka, 28 km de traçado sobre areia suave.

### No Níger
- Assamaka à Arlit, 200 km de traçado marcado apenas sobre areia.
- Arlit à Agadez, 243 km pavimentados desde 1980, com seções em más condições.
- Agadez à Zinder, 431 km, dos quais 301 km estão pavimentados e 130 km sem pavimentar.
- Zinder à fronteira com a Nigéria, 111 km pavimentados, mas em más condições.

### Na Nigéria
- Fronteira com Níger à Lagos via Cano, Kaduna, Oió e Ibadã: 1193 km pavimentados, maiormente em boas condições.

## Intersecções
A Rodovia Transaariana intersecta com:
- Rodovia Cairo–Dacar em Argel.
- Rodovia Dacar–Jamena em Cano, Nigéria.
- Rodovia Dacar–Lagos em Lagos.
- Rodovia Lagos–Mombaça em Lagos.